# The Passion (EP)
The Passion är svenska artisten Nova Millers andra EP och amerikanska albumdebut, släppt 16 oktober 2020 på 300 Entertainment och 21:12 Entertainment Group. Genren är Pop och temat är livspassioner. 

## Låtlista[3][4]
- Girls Like Us[5]
- Here With Me (feat. Sickick)
- Do It To Myself[6]
- Man’s World
- Mi Amor[7]
- Timing
- Talk to Me
- Cry Baby Cry